# Número de salida

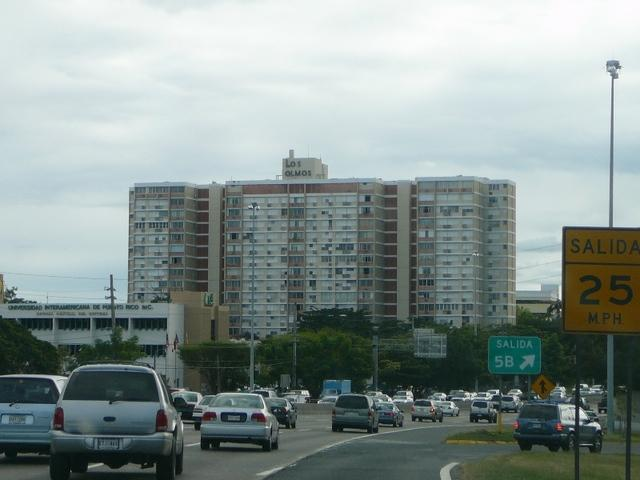
Un número de salida en una carretera en Puerto Rico, el único lugar hispano en América donde se usa ese sistema.

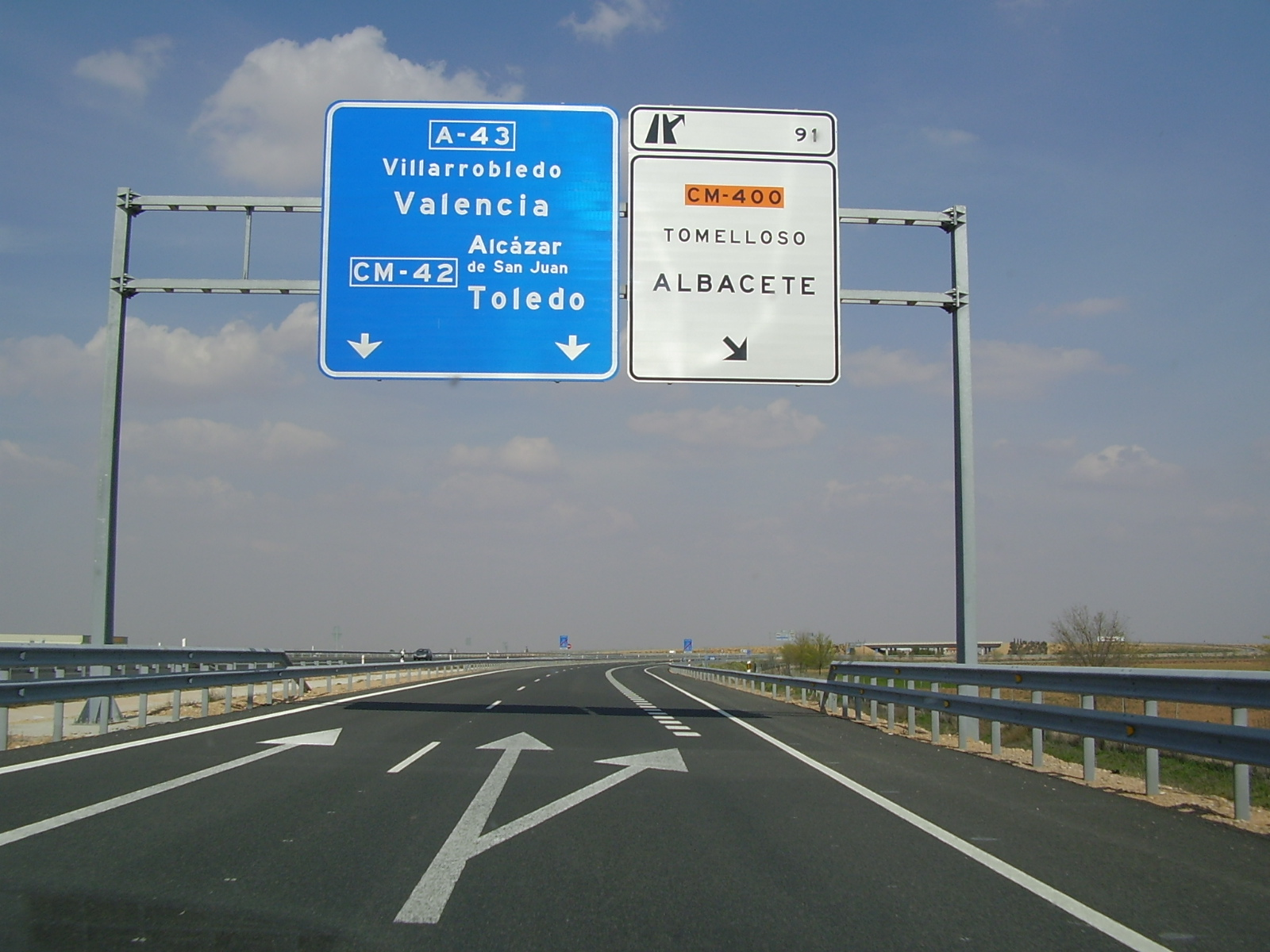
Salida numerada en España, con números según la distancia en autovías (en este caso) y secuenciales en autopista

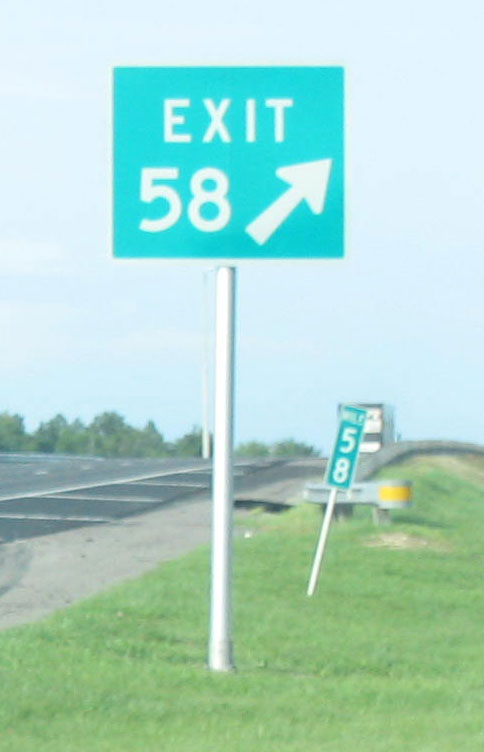
Una carretera con un número de salida. El número de salida coincide con el poste o letrero de kilometraje o millaje más cercano.

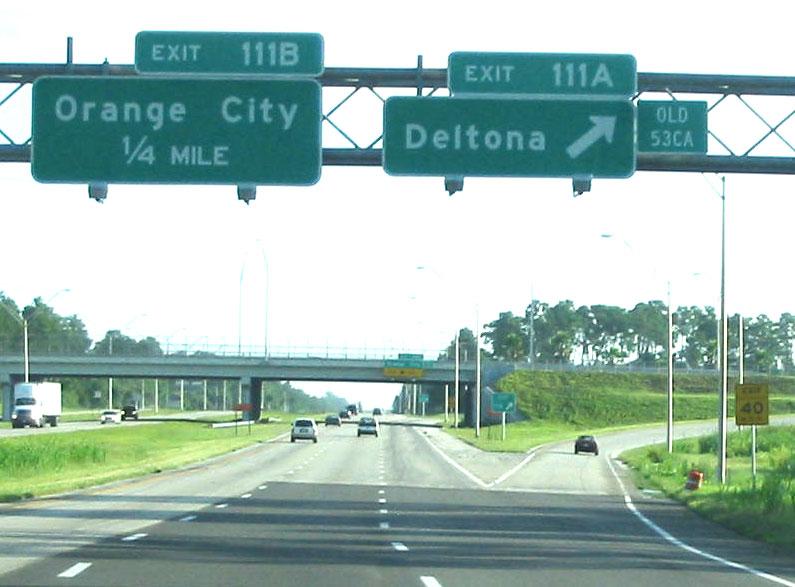
Números de salidas en la Interestatal 4 en el condado de Volusia, Florida. En este caso, los mileajes 111A y 111B habían sido salidas subsecuentes 53CA y 53CB, como muestra el letrero 'OLD 53CA' de viejo.

Un número de salida es un número asignado a un cruce de carretera o, normalmente, al rótulo de la salida de una autopista. Por lo general, son colocados en el mismo letrero que señalan la próxima salida de un lugar o una ciudad.
Por lo general, los rótulos de los números de salidas se restablecen en los límites políticos de las fronteras de los estados de Estados Unidos.
Las calles que comúnmente usan el rótulo del número de salida son carreteras rurales construidas con el código de construcción de las vías expresas estadounidenses,[cita requerida] y solo las salidas con dirección a una ciudad están numeradas o en las intersecciones de dichas carreteras. Un caso extremo es el de las carreteras de la ciudad de Nueva York, donde en las calles Grand Concourse y Linden Boulevard se colocaron rótulos de salidas con números subsecuentes, poniendo una salida por intersección. Recientemente en la Autopista West Side, también en Nueva York, solo las principales intersecciones están numeradas (posiblemente para que coincida con las salidas previstas en la autopista clausurada del Westway). Otro caso es el de Nanaimo Parkway en Nanaimo, en la Carretera 19, donde todas las salidas están numeradas, aunque solo una de las salidas que está en la intersección está numerada. Algunas intersecciones en la autopista 19 fuera de Nanaimo también fueron numeradas. 
Como una forma de educar a los automovilistas, algunos mapas de las carreteras estatales incluyen una breve explicación de la salida del sistema de numeración. Los mapas del Departamento de Transporte de Iowa desde los años 1980 y 1990 incluyen una foto o un dibujo de un poste de mileaje.